# Corbreuse
Corbreuse is een gemeente in het Franse departement Essonne (regio Île-de-France) en telt 1486 inwoners (1999). De plaats maakt deel uit van het arrondissement Étampes.

## Geografie
De oppervlakte van Corbreuse bedraagt 15,7 km², de bevolkingsdichtheid is 94,6 inwoners per km².
De onderstaande kaart toont de ligging van Corbreuse met de belangrijkste infrastructuur en aangrenzende gemeenten.

## Demografie
Onderstaande figuur toont het verloop van het inwonertal (bron: INSEE-tellingen).